# Wacław Berent
Wacław Berent (n. 28 septembrie 1878, Varșovia -- d. 19 noiembrie sau 22 noiembrie 1940, Varșovia) a fost un romancier polonez, eseist și traducător literar din perioada Art Nouveau. A publicat sub pseudonimul SAM și WL. Rawicz. El a studiat științele naturale la Cracovia, Zürich, obține un doctorat în München și înainte de a reveni la Varșovia îmbrățișează cariera literară în preajma sfâșitului secolului al XIX-lea. Wacław Berent a devenit membru a prestigioasei Academii Poloneze de Literatură (în poloneză Polska Akademia Literatury) în 1933.

## Activitatea literară
Wacław Berent a tradus din limba germană opera „Așa grăit-a Zarathustra” (în germană Also sprach Zarathustra), a filozofului Friedrich Nietzsche. Împreună cu Władysław Reymont, el a fost un reprezentant de frunte al tendinței realiste din mișcarea Tânăra Polonie ( în poloneză Młoda Polska). Principala sa lucrare a fost un roman social „Żywe kamienie” („Pietrele vii”), în care descrie circumstanțele care amenință valorile morale tradiționale din epoca industrială.
El a fost un critic de la sfârșitul secolului al XIX-lea, care a promovat sloganuri pozitiviste, a fost un filozof polonez modernist și european boem, care a postulat „arta de dragul artei”. În romanul Ozimina („Cultura de toamnă”) a descris apariția mișcării de independență poloneze înainte de Revoluția din 1905. El a fost un adversar estetic al romantismului.

## Opera
- 1903 -- Próchno („Lemnul putred”)
- 1911 -- Ozimina („Cultura de toamnă”)
- 1918 -- Żywe kamienie („Pietrele vii”)[4]
- 1934 -- Nurt („Trend”)
- 1937 -- Diogene W kontuszu
- 1939 -- Zmierzch wodzów